# Anthony Bacon
Anthony Bacon (1558-1601) var en engelsk diplomat, søn af sir Nicholas Bacon.
Bacon måtte for sit helbreds skyld i en lang årrække (1578-91) bo i Sydfrankrig (Montauban), men vedligeholdt her en fortrolig forbindelse mellem
den engelske regering og de franske protestanter.
Efter sin tilbagekomst til England stod Bacon i nøje forhold til jarlen af Essex  Robert Devereux, og Bacon varetog på jarlens vegne underhandlinger med den franske kong Henrik IV.
Da Robert Devereux i 1600 faldt i unåde, stillede Bacon sig på jarlens side, mens den yngre broder Francis Bacon sluttede sig til jarlens fjender.